# Linda (struga)
Linda – struga w województwie łódzkim, prawy dopływ Bzury o długości 12,71 km. Swój początek ma w okolicach wsi Jedlicze. Przepływa przez Grotniki oraz miejscowość Orła i uchodzi do Bzury pomiędzy Chociszewem a Ozorkowem. 
Linda jest czystą rzeką - w jej wodach żyją rak pręgowaty (Orconectes limosus), rak szlachetny (Astacus astacus) i różne gatunki ryb oraz minóg strumieniowy (Lampetra planeri). Część górnego biegu Lindy, w którym silnie meandruje, obejmuje rezerwat przyrody Grądy nad Lindą.